# مارتين خافيير مينه إي لايرا
مارتين خافيير مينه إي لايرا (بالإسبانية: Francisco Javier Mina)‏ هو محامي وضابط إسباني، ولد في 1 يوليو 1789 في Otano, Navarre ‏ في إسبانيا، وتوفي في 11 نوفمبر 1817 في Cuerámaro ‏ في المكسيك بسبب إعدام رميا بالرصاص.